# Niederländische Drogenpolitik

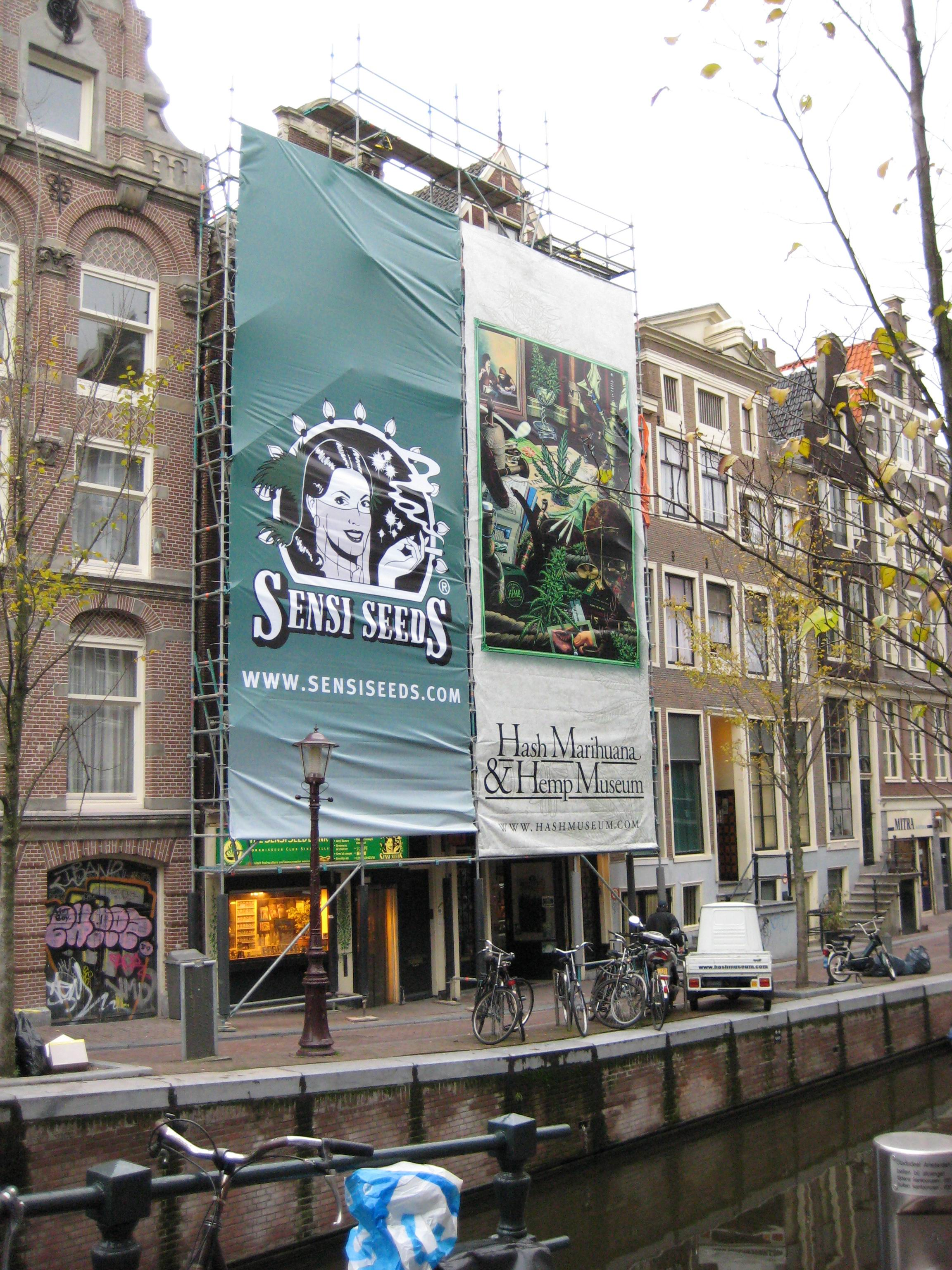
Hasch-Museum in Amsterdam

Die niederländische Drogenpolitik möchte verhindern, dass Drogenkonsumenten in den Schwarzmarkt einsteigen müssen, um an Cannabis zu kommen. Die niederländische Drogenpolitik sieht daher vor, geringe Mengen dieser Droge für den privaten Konsum zu erlauben. Zu diesem Zweck gibt es in den Niederlanden mehrere Hundert Coffeeshops, die bis zu fünf Gramm Cannabis pro Person verkaufen dürfen. Der Konsum aller anderen Drogen, inklusive der legalen Drogen Alkohol und Tabak, ist in Coffeeshops verboten. Der Erwerb von Marihuana und Haschisch ist dort nach Vollendung des 18. Lebensjahres gestattet. Am 1. Mai 2012 führten drei südliche Provinzen (Limburg, Noord-Brabant und Zeeland) als Modellversuch den „Wietpas“ (dt. „Gras-Ausweis“) ein, um ihn am Ende des Jahres in den ganzen Niederlanden einzuführen. Dies scheiterte aufgrund von Protest und beschränkte sich bereits nach kurzer Zeit wieder nur auf diese drei Provinzen, wobei sich jede Stadt dort auch eigenständig gegen den Wietpas entscheiden darf.
Obwohl das Betreiben eines Coffeeshops in den Niederlanden legal ist, ist es jenen Betreibern verboten, Cannabis für das Gewerbe zu kaufen oder selbst zu produzieren. Dies führte zu einem Erstarken der organisierten Kriminalität, auch weil die illegale Cannabisproduktion in den Niederlanden weitestgehend ignoriert wird. Da nach niederländischem Recht Staatsanwaltschaft und Polizei nicht jeder Straftat nachgehen müssen, wurde die Strafverfolgung von Drogenkriminalität in den Niederlanden lange missachtet.

## Entwicklung

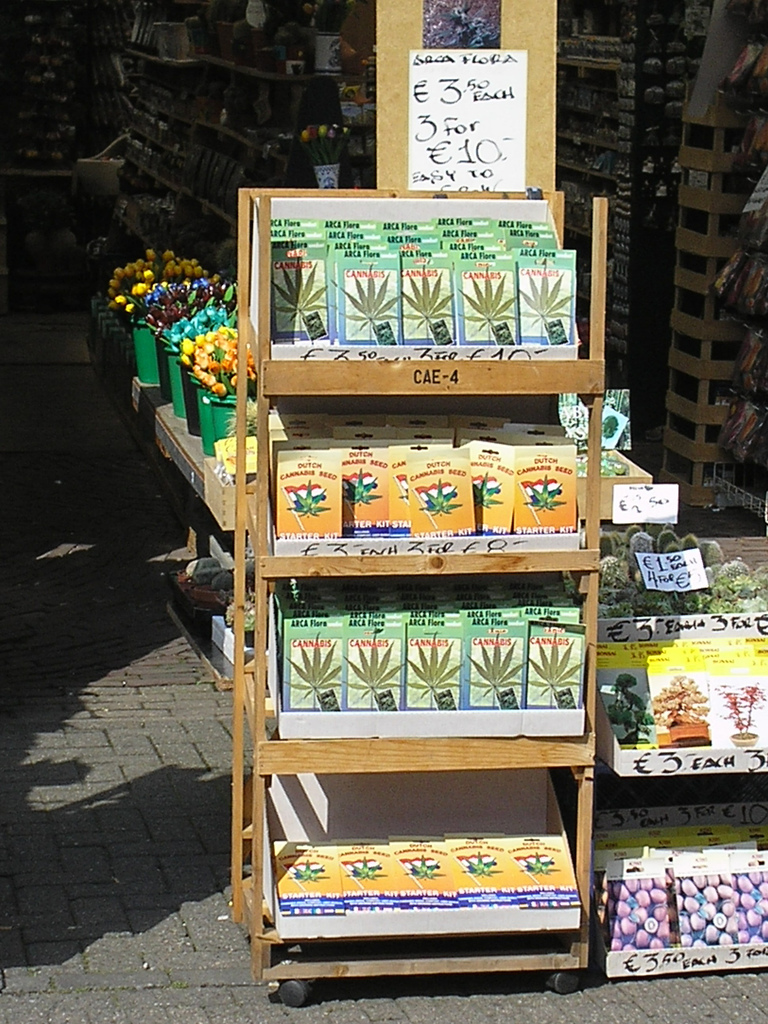
Cannabis-Samen im Verkauf, Amsterdam 2008

Seit 1976 wird der Besitz von 30 Gramm Cannabis toleriert (nicht verfolgt), obwohl dies nach dem Gesetz als Straftat gilt. In den Niederlanden gilt im Strafrecht aber das Opportunitätsprinzip. Dieses ermöglicht es Polizei und Staatsanwaltschaft, in eigenem weiten Ermessen von einer Verfolgung abzusehen.
Bei einer Gesetzesnovellierung im Jahr 1995 wurden die Bestimmungen verschärft: Cannabis darf seitdem nur noch an Personen über 18 Jahre verkauft werden und nur in einer maximalen Menge von 5 Gramm pro Person. Zuvor war die Abgabe an Jugendliche ab 16 Jahren erlaubt. Kommerzieller Cannabisanbau, Großhandel, Im- und Export sind weiterhin verboten und werden verfolgt. Ebenso sind andere Drogen verboten.
Doch auch Cannabis war in den Niederlanden nie legal, sondern wurde lediglich toleriert. Coffeeshops dürfen dort maximal bis zu 500 Gramm Cannabis im Laden aufbewahren und bis zu 5 Gramm pro Kunde verkaufen. Die gesamte Produktion und der Großhandel sind aber illegal, so dass eine sehr spezielle „Hintertürproblematik“ entstand. Dadurch gibt es auch keine staatliche Kontrolle über die genutzten Anbaumethoden und keinen Verbraucherschutz. Somit können die Coffeeshops nicht legal versorgt werden. Eine Parlamentsmehrheit rief deswegen die Regierung am 27. Juni 2000 dazu auf, dieses Problem zu lösen.
Seit dem 1. Dezember 2008 sind in den Niederlanden auch frische psilocybinhaltige Pilze verboten. Vor dem Inkrafttreten des Verbotes gab es daher einen großen Ansturm auf die Coffeeshops. Bis 2008 waren die Pilze in frischem Zustand noch legal. Als getrocknetes Produkt waren sie zuvor schon verboten worden.
Eine weitere Folge stellt der Drogentourismus dar, da in den meisten nahe gelegenen Ländern der Anbau und Besitz von Cannabis verboten sind. Durch den Eigenanbau von Cannabis (jedes Jahr fliegen Tausende Plantagen auf) bzw. die daraus folgende teils professionelle Zucht in den Niederlanden wurden noch stärkere Cannabissorten entwickelt.
In den Niederlanden im Jahr 2016 starben bei 17 Millionen Einwohnern etwa 250 Menschen an einer Überdosis illegaler Drogen, also ca. 15 Personen pro 1 Mio. Einwohnern. Zum Vergleich: In Deutschland gab es im selben Jahr 1333 Drogentote bei etwa 80 Mio. Einwohnern, was 17 Personen pro 1 Mio. Einwohnern entspricht.
Stand 2018 wurden alleine in Noord-Brabant synthetische Drogen im Verkaufswert von circa 9 Milliarden Euro pro Jahr für den Weltmarkt hergestellt. Die Bürgermeister der fünf größten Städte jener Provinz warnten diesbezüglich vor einem Kontrollverlust. Laut einer spätestens im Jahr 2019 erschienenen Studie exportiert die organisierte Kriminalität in den Niederlanden die dort hergestellten synthetischen Drogen zu einem Großteil ins Ausland. Dort wiederum sorgt der Verkauf für einen Umsatz von 19 bis 20 Milliarden Euro pro Jahr. Die Studie schätzt, dass die organisierte Kriminalität in den Niederlanden aus dem Verkauf der Drogen im Ausland einen Gewinn von 900 Millionen Euro pro Jahr verbucht.
Aufgrund mehrerer Morde im Zeitraum von 2015 bis 2017 im Zusammenhang mit der organisierten Kriminalität in den Niederlanden begann im Jahr 2019 der Marengo-Prozess, in dessen Verlauf am Prozess indirekt und direkt beteiligte Personen getötet wurden.
Im Jahr 2019 wurden in den Niederlanden 43,8 Tonnen Kokain sichergestellt. Damit wurde in den Niederlanden nach Belgien (65,2 Tonnen) mit Abstand das zweitmeiste Kokain in der EU sichergestellt. Ohne Korruption auf unterer Ebene – beim Zoll, den Hafenbehörden und der Polizei – sei der Drogenhandel in dem Ausmaß laut einem niederländischen Kriminologen nicht möglich.
Nachdem Strafermittlungsbehörden EncroChat zur Überwachung der Kommunikation von Kriminellen infiltriert hatten, wurden in den Niederlanden bis einschließlich des Jahres 2020 mindestens 19 Drogenlabore ausgehoben, mehrere Auftragsmorde verhindert, als auch über 8000 Kilogramm Kokain und 1200 Kilogramm Crystal Meth sowie Kriegswaffen, Luxusgegenstände, 25 Millionen Euro Bargeld und 25 Autos beschlagnahmt. Außerdem wurden zu Folterkammern umfunktionierte Schiffscontainer entdeckt. Zu den Laboranten gehören auch Lateinamerikaner, die eigens dafür von Drogenkartellen eingeflogen worden waren. Im August 2020 war in der Provinz Drenthe ein Drogenlabor entdeckt worden, das laut niederländischer Polizei der bis dahin größte Drogenlaborfund in den Niederlanden gewesen sei. Die Ermittler beschlagnahmten zehntausende Liter Chemikalien und schätzten den Verkaufswert der täglich produzierten Drogen auf 4,5 bis 6 Millionen Euro. Sichergestellt wurden in dem Zusammenhang auch 120 Tonnen Kleidung, die als Träger der Flüssigkeiten benutzt wurden, in denen die Drogen für den Transport aufgelöst werden.

Cannabis-Gebrauch in der EU (im Alter von 15 bis 64 Jahren)

Das niederländische Parlament stimmte bereits im Februar 2017 für einen kontrollierten Cannabisanbau. Der Gesetzentwurf der linksliberalen D66 wurde mit 77 zu 72 Stimmen angenommen. Jedoch startete erst im Dezember 2023 ein Experiment mit dem Handel mit legal angebautem Marihuana. Coffeeshops in den südlichen Städten Tilburg und Breda dürfen als erste die legal gezüchteten Drogen verkaufen, teilte Gesundheitsminister Ernst Kuipers im Februar 2023 dem Parlament mit. Es gehe zunächst um eine Testphase. Da Coffeeshops durch die aktuelle Rechtslage auf illegale und oft kriminelle Großhändler angewiesen sind, ist die niederländische Regierung auf der Suche nach Alternativen. Daher hat sie einem Experiment mit staatlich kontrolliertem Anbau von Marihuana zugestimmt, an dem zehn Kommunen teilnehmen. Nach dem Experiment will die Regierung über die vollständige Legalisierung von Cannabis entscheiden.

## Meinungen
Die Politik des Duldens ist auch in den Niederlanden nicht unumstritten. Unter anderem geht es darum, ob Coffeeshops in der Nähe von Schulen betrieben werden dürfen und wie hoch die Dichte an Coffeeshops in einer Gemeinde sein darf.
Am 12. Dezember 2010 veröffentlichte Maurice De Hond eine Umfrage, der zufolge 54 Prozent der Niederländer für eine Legalisierung von softdrugs sind. 39 Prozent sind dagegen. Ein vollständiges Verbot oder ein sofortiges Schließen aller Coffeeshops befürworten 31 Prozent. Die Einführung eines wietpas begrüßen im Vorfeld der Einführung 47 Prozent. Männer, Linke und junge Menschen sind softdrugs gegenüber positiver eingestellt als der Durchschnitt. Von den Anhängern der rechtspopulistischen PVV lehnen 44 Prozent eine Legalisierung ab, von den Linksliberalen von D66 nur 12 Prozent (jeweils extreme Werte).